# Timofiej Skriabin
Timofiej Gieorgijewicz Skriabin (ros. Тимофей Георгиевич Скрябин, ur. 14 listopada 1967 w Bielcach) – radziecki bokser wagi muszej i koguciej. W 1988 roku na letnich igrzyskach olimpijskich w Seulu zdobył brązowy medal w wadze muszej. W 1989 roku na mistrzostwach Europy zdobył srebrny medal w kategorii koguciej.
Po rozpadzie Związku Radzieckiego reprezentował Mołdawię.